# Vitalski
Vitalski, of voluit Don Vitalski, is de artiestennaam van Vital Baeken (Turnhout, 26 januari 1971), een Belgische schrijver en performer. Op het podium brengt hij vooral standup-comedy, maar ook literaire lezingen en muzikale optredens. Als schrijver publiceert hij columns, romans, liedjes, toneelstukken, stripverhalen en poëzie. Daarnaast maakt Vitalski letterkundige radioprogramma's, organiseert hij surrealistische tentoonstellingen en regisseert hij toneel. Sinds 2011 draagt Vitalski de titel ‘Antwerpse Nachtburgemeester’.

## Biografie

### Jeugdjaren
Vitalski wordt geboren in Turnhout als Vital Baeken en groeit op in het naburige dorp Vosselaar. Hij begint verhalen te schrijven vanaf zijn negende levensjaar, daartoe geïnspireerd door zijn vader, de romancier Robertus Baeken. Tijdens zijn middelbareschooltijd brengt Vitalski diverse boekjes en gedichten uit bij de clandestiene uitgeverij van Erik Vloeberghs uit Heist-op-den-Berg. Officieel debuteert Vitalski op zijn veertiende, met gedichten in het tijdschrift Diogenes. Het jaar daarna volgen kortverhalen in De Brakke Hond. Ook op zijn veertiende doet Vitalski, samen met onder anderen muzikant Charles Jarvis, diverse optredens met een punkgroepje, onder meer in De Warande.
Tijdens zijn studie als germanist (1988–1993) aan de Universiteit Antwerpen, wint Vitalski tweemaal op rij de ‘Interuniversitaire literaire wedstrijd’, in 1990 met proza, in 1991 met poëzie. Vitalski haalt zijn licentie met een werkstuk over de Nederlandse auteur Jan Arends.

### Jaren 90
Nog op de universiteit richt Vitalski samen met zijn medestudenten Geert Beullens en Manu Bruynseraede, maar ook met cultschrijver JMH Berckmans, een theatergroep op, vanaf 1994 Circus Bulderdrang genoemd. De groep wil een tegenwicht bieden tegen het literaire establishment en ontpopt zich als een absurdistische rockgroep met een krachtige literaire oriëntatie, muzikaal geruggensteund door Philip Osier, Dominique Osier en Guy Van Nueten. Naast talloze optredens in Nederlandse en Vlaamse clubs, cafés en jeugdhuizen, speelt Circus Bulderdrang vier jaar op rij een reeks theatervoorstellingen in De Zwarte Komedie, in het Antwerpse Schipperskwartier. Het afscheidsconcert van Circus Bulderdrang in 1997 grijpt plaats in de Bourlaschouwburg.
Na het uiteenvallen van Circus Bulderdrang richt Vitalski verscheidene muziekgroepjes op: eerst het cabareteske De Oranje Houtzagerij, onder leiding van klassiek pianist Martinus Wolf, met aan de drums een piepjonge Bent Van Looy, daarna de punkformatie De Living Tornado’s, met onder meer Geert Vanbever en Charlie De Keersmaecker. Als gastacteur speelt Vitalski diverse stukken bij De Zwarte Komedie, geregisseerd door Bert Verhoye. In 1996 richt Vitalski De Ysfabrik op, een dadaïstisch figurentheater met een heus roddelmagazine. De Ysfabrik is tevens het kader voor een reeks stunts; levende vrouwententoonstellingen, een huwelijk met een tachtigjarige operazangeres, een marathoninterview (waarbij Vitalski twintig uur lang non-stop wordt geïnterviewd door veertig journalisten).

### Jaren 2000
Vanaf 1999 ontplooit Vitalski zich voornamelijk als een vertolker van onemanshows. Deze voorstellingen houden het midden tussen comedy en meer vertellende conference. De meeste voorstellingen toeren door Vlaanderen en sporadisch door Nederland. In 2005 speelt Vitalski ook Engelstalige voorstellingen in Londen en New York, aan de zijde van zanger Luc De Vos.. Vitalski’s bekendheid groeit ondertussen. Hij schrijft een wekelijkse column in het radioprogramma Collage op Studio Brussel in 2001 en 2002. Rond diezelfde tijd begint Vitalski romans te publiceren, waarvan de meest opvallende De Geur van nat haar (2001) en Ik slaap als een croissant (2011) zijn. Hij schrijft columns voor De Morgen en voor Gazet van Antwerpen en maakt theatervoorstellingen als schrijver en/of regisseur in opdracht van Theater Froefroe en Het MartHa!Tentatief.
In de jaren 2004, 2005 en 2006 komt Vitalski geregeld op televisie, in programma’s als De Grootste Belg, De tabel van Mendeljev, Stanleys Route en Morgen Beter. Op Vitaya voert hij twee jaar lang een eigen boekenprogramma aan, Vreemdgaan met boeken. In 2005 is hij het officiële gezicht van de Antwerpse Boekenbeurs. In 2006 loopt Vitalski gekleed als Salvador Dalí door een raam van het Antwerpse Museum voor Schone Kunsten, en laat hij de koksschool PIVA een stokbrood bakken van een lengte van 250 meter.
In 2006 start Vitalski met een weblog, een geïllustreerd dagboek, waaraan hij tot heden iedere dag voort arbeidt.
Vitalski’s deelname aan het realityprogramma Stanley’s Route op VT4, in 2007, verloopt in een schandaalsfeer. In het blad TV-Familie beschuldigt model Joyce van Nimmen Vitalski van ongewenste intimiteiten; later blijkt de onwaarheid van deze betichtingen. Net zo lief wordt Vitalski voor lange tijd uit de media verbannen.
In 2008 wordt Vitalski’s nieuwste comedy-voorstelling, Mijn Leven Met Leterme, in de culturele centra van Temse en Zemst op de valreep van het affiche geschrapt, bij wijze van politieke censuur. Van weeromstuit begint Vitalski, vanaf 2008, zijn comedyshows te spelen bij de mensen thuis, in hun woonkamer, ongeveer zeventig woonkamer-voorstellingen per jaar. Intussen werkt Vitalski twee uitgebreide tournees af met Guido Belcanto en een Decaporgel. In 2009 speelt het weer samengekomen Circus Bulderdrang een gloednieuwe voorstellingenreeks, in originele bezetting; in de Arenbergschouwburg en op het Lowlandsfestival in Nederland.

### Jaren 2010
In 2010 publiceert Vitalski een stripverhaal van 400 bladzijden, Het vrouweneiland in samenwerking met de tekenaarsgroep Studio Vitalski, met onder anderen zijn broer Serge Baeken en Bert Lezy.
Op 26 januari 2011, zijn 40ste verjaardag, wordt Vitalski op het Schoon Verdiep door schepen van cultuur Philip Heylen, met een zwaard op zijn schouders geslagen tot officieel Antwerps Nachtburgemeester. Tegelijk wordt zijn autobiografie Ik slaap als een croissant voorgesteld aan het publiek.
In 2011 stagneert Vitalski's romanproductie. Zijn theaterproducties blijven elkaar opvolgen, solo maar ook in diverse samenwerkingsverbanden (onder anderen met Gert Jochems, Veerle Malschaert, Johan Petit, Bart Van Loo, Ann Tuts en Nele Bauwens). In 2014 neemt Vitalski deel aan de Kamerverkiezingen, als Antwerps lijsttrekker voor de partij ROSSEM. Rond diezelfde tijd wordt Vitalski gevraagd om voor Klara diverse radio-reeksen te maken, respectievelijk rond de literaire fenomenen Georges Simenon, Sherlock Holmes, Alice In Wonderland, Shakespeare en Frankenstein. Het programma rond Sherlock Holmes leidt daarna tot een lezingenreeks in Vlaamse theaters, in samenwerking met Johan Braeckman en Jean-Paul Van Bendegem. Na het overlijden van Prince in april 2016 geeft Vitalski lezingen over deze Amerikaanse superster. In 2017 kruipt Vitalski voor een serie comedy-shows in de huid van de tachtigjarige charmezanger Victor Glorieux. In 2018 geeft hij lezingen over de Antwerpse miljardair Louis Coetermans en komt hij voor het eerst met een voorstelling die quasi volledig uit poëzie bestaat, Gedichten en Gedachten.
De komische theatervoorstellingen van Don Vitalski worden anno 2018 verkocht door Garifuna, sporadisch ook door 123 Comedy Club. Vitalski's lezingen worden aangeboden door Koortzz. Zijn boeken verschenen bij verschillende uitgeverijen; vanaf 2005 bij The house of books en sinds 2010 ook bij uitgeverij Xtra, uit Amsterdam.
Bij de gemeenteraadsverkiezingen van 2018 komt hij op voor de satirische Antwerpse lijst Burger Democratisch Welzijn (BDW), de lijst van Geert Beullens, imitator van Antwerps burgemeester Bart De Wever (eveneens bekend als "BDW"). Hij raakt niet verkozen.

### Jaren 2020
Door het nationale huisarrest dat alle Belgen wordt opgelegd bij aanvang van de Covid-19 pandemie, worden alle optredens geschorst. Vitalski maakt van de gelegenheid gebruik om iedere maand een nieuw boek te publiceren, resulterend in 19 titels in maart 2023.
Tevens neemt hij in 2020  en 2021 drie reeksen podcasts op: Studio Vitalski op Radio Rix, Antwerpen in de jaren Negentig en De Grote Don Vitalski Radioshow, alsook de Kerstspecial De Naam van het Rendier.
In september 2022 organiseert hij in de Kelder van de Groene Waterman in de Wolstraat in Antwerpen de eerste editie van een wekelijkse revue op dinsdag: Don Vitalski's Legendarische DinsdagClub. Het aangroeiende succes noopt hem ertoe te verhuizen, eerst naar een pand in de Sint-Paulusstraat, vervolgens naar een grotere zaal in de Ommeganckstraat en vervolgens naar een nog grotere ruimte aan de Boomsesteenweg. De revue geeft een podium aan allerlei disciplines, van rock en poëzie over burlesque tot goochelen, en wisselt onbekende artiesten af met gevestigde waarden als Slongs Dievanongs, Stef Kamil Carlens, Bent Van Looy,Kloot Per W Jean Paul Van Bendegem en Rudy Trouvée. De DinsdagClub verhuist eind oktober 2023 naar Plein Publiek in de Zonnestroomstraat 2 in Antwerpen en in januari 2024 naar Paroza in de Bacchuslaan 67 in Berchem. De revue geeft ook shows onder dezelfde naam maar op andere dagen, in andere steden, waaronder Mechelen, Vosselaar, Turnhout, Brugge, Gent, Oostende, Brussel en Rotterdam. 
Vanaf 1 september 2024 organiseert Vitalski ook nog een meer intieme revue onder de naam Salon Op Zondag, iedere zondag in de kelder van boekhandel de Groene Waterman in de Wolstraat in Antwerpen. Deze reeks is een vervolg op een gelijkaardig initiatief onder de naam "Tseef Leeft", dat hij van september tot december 2023 organiseerde en presenteerde in het Seeftheater in de Diepestraat 32 in Antwerpen.  

## Privéleven
In zijn autobiografie Ik slaap als een croissant (2011) lezen we over Vitalski’s liefdes- en nachtleven, dat hem de titel Nachtburgemeester opleverde. Deze wilde jaren schijnen tot rust te zijn gekomen in 2006, sinds zijn relatie met de dochter van de vroeg overleden schrijfster Rita Demeester. Hij is vader van een dochter en een zoon.

## Theatervoorstellingen
- 1994: Circus Bulderdrang - Het Bladgouden Slurfenballet (cabaret)
- 1995: Circus Bulderdrang - Spaceshow (cabaret)
- 1996: Circus Bulderdrang - Horrorshow (cabaret)
- 1997: Circus Bulderdrang - Majakovski (cabaret)
- 1997: De Oranje Houtzagerij on tour (cabaret)
- 1998: De Living Tornado's on tour (cabaret)[63]
- 1999: Dringend verzocht (comedy)
- 2000: Sober en sexy (comedy)
- 2000: Krockie (cabaret, i.s.m. Geert Beullens)
- 2001: Een avondlullend program (comedy)
- 2001: Krockie II (cabaret, i.s.m. Geert Beullens)
- 2002: De gele hond (comedy)
- 2002: Den openhaard (cabaret, i.s.m. Het MartHa!tentatief)[64]
- 2003: De ondergang van Patrick Dieltjens (vertelling)
- 2003: Vitalski Pur Sang (conference)
- 2004: De lifter (conference)
- 2004: Kloon (spel, tekst en regie voor Froefroe, met Mauro Pawlowski en Tanja Kloek)[65]
- 2004: Den tweeden openhaard (cabaret, i.s.m. Johan Petit en het MartHa!tentatief)[66]
- 2005: Vitalski all the way (comedy)[67]
- 2005: La belle indifference (theater, i.s.m. Salomee Speelt en Noemi Schlosser)[68]
- 2006: Vitalski vertelt Blauwbaard (begeleid door Martinus Wolf) (conference)[69]
- 2007: Vitalski intiem (begeleid door Martinus Wolf) (comedy)[70]
- 2008: Mijn leven met Leterme (begeleid door Deborah Ostrega en Willy Willy) (comedy)[71]
- 2009: Balzaal der gebroken hart (muziektheater i.s.m. Guido Belcanto)[72]
- 2009: Circus Bulderdrang, Reis naar het middelpunt der aarde (cabaret)
- 2010: Oot kwizien literair! (samen met Bart Van Loo)[44]
- 2011: De gelaarsde kat (conference)[73]
- 2012: Daar sta iemand (comedy)[74]
- 2012: Een Toneelstuk over Alles (filosofisch cabaret, i.s.m. Johan Petit)
- 2013: Balzaal der gebroken hart, deel 2 (muziektheater i.s.m. Guido Belcanto)
- 2014: Overleef je partner (samen met Veerle Malschaert) (theater)[75]
- 2015: Vitalski goes classic (comedy)[76]
- 2015: Goethe op de Apenplaneet (dagboek in theatervorm)[77]
- 2015: Een held van bij ons (tekst en regie, voor Theater Elckerlyc)[78]
- 2016: Ik ben blij als het regent (samen met Gert Jochems) (cabaret)
- 2016: Pech en geluk (tekst en regie, voor Theater Elckerlyc)[79]
- 2016: Prince of darkness (lezingenreeks over Prince)[80]
- 2017: Vitalski speelt Victor Glorieux (cabaret)[50]
- 2017: De kleinste revue van Vlaanderen (rondtrekkende revue, geregisseerd door Vitalski)[81]
- 2017: Constance en Mathilde (tekst en regie, voor Ann Tuts en Nele Bauwens)[82]
- 2017: Pinguins kunnen toch wel vliegen (conference)[83]
- 2017: De Ideale Schoonzoon (comedy)[84]
- 2017: Sherlock (lezingenreeks, i.s.m. Johan Braeckman en J.P. van Bendegem)[85]
- 2018: De zoete smaak der zonde (tekst en regie, musical voor Guido Belcanto)[86]
- 2018: Gedichten en gedachten (poëzie en muziek, met Martinus Wolf)[52]
- 2018: Frankenstein (lezingenreeks over Frankenstein, i.s.m. Johan Braeckman en J.P. van Bendegem)[87]
- 2019: De Kempenkrak (conference)[88]
- 2019: De kleinste revue van Den Dam (revue, geregisseerd door Vitalski)[89]
- 2020: Beuling Met Appelmoes (comedy)[90]
- 2022: Gewoon blijven Ademen (comedy)
- 2022: Ik ben blij als het regent (regie voor Hofpoortteater Elckerlijc Turnhout) (cabaret)[91]
- 2022: Don Vitalski's Legendarische DinsdagClub (revue)[92]
- 2023: Don Vitalski's Legendarische DinsdagClub (revue)[92]
- 2023: Tseef Leeft (revue)
- 2023: Wat Denkt Ge? (filosofisch cabaret, i.s.m. Johan Petit)
- 2023: Alles over Edgar Allan Poe (lezing, i.s.m. Johan Braeckman en J.P. van Bendegem)
- 2024: Improvisaties (vertelling, i.s.m. Sam Wauters en Diane Broeckhoven)
- 2024: Pech en Geluk (spel, tekst en regie voor Seeftheater)[93]
- 2024: Don Vitalski's Legendarische DinsdagClub (revue)[92]
- 2024: Don Vitalski's Salon Op Zondag (wekelijkse literaire revue)
- 2025: Don Vitalski's Legendarische DinsdagClub (revue)[92]
- 2025: Don Vitalski's Salon Op Zondag (wekelijkse literaire revue)
- 2025: Salon Don Vitalski (literaire revue)

### Boeken
- 2001: Het Huis met het Jachtgeweer (roman) (Kinkajoe) (ISBN 9789077941324)
- 2001: De Geur van nat Haar (roman — oer-editie) (Kinkajoe)
- 2002: De Verknalling (roman) (Kinkajoe)
- 2003: De Stiefmoeders (roman) (Kinkajoe) (ISBN 9789080119680)
- 2004: Pierre Lasson en het Vrouweneiland (graphic novel) (KingKongBooks)
- 2004: De Ondergang van Patrick Dieltjens (theatertekst) (KingKongBooks) (ISBN 9789080783010)
- 2005: Het Gedicht Jongen en Andere Gedichten (poëzie) (KingKongBooks) (ISBN 9789080783072)
- 2005: De Geur van nat Haar (roman) (The House Of Books) (ISBN 9789044316131)
- 2006: Behekst (roman) (The House Of Books) (ISBN 9789044315868)
- 2007: Op Sterk Water (roman) (The House Of Books) (ISBN 9789044317572)
- 2008: De Fetisj (roman) (Lampedaire uitgevers) (ISBN 9789079592081)
- 2010: Het Vrouweneiland (stripverhaal, door Studio Vitalski) (Xtra) (ISBN 9789490759292)
- 2011: Ik Slaap als een Croissant (autobiografie) (Zorro) (ISBN 9789461680020)
- 2013: Distels en Doorns (een lang gedicht) (Xtra) (ISBN 9789490759483)
- 2014: De Val van de Weerwolf (stripverhaal, met G. Gaschetto) (Studio Vitalski) (ISBN 9789082294903)
- 2017: Opkomst & Ondergang van Eligius Pruystinck (stripverhaal, met Bert Lezy) (CC Costa)
- 2020: Het Geheim van de Yggdrasyl (verzamelde gedichten) (Studio Vitalski) (ISBN 9789082294927)
- 2020: De Moord op Servais Verherstraeten (avonturenverhaal) (Studio Vitalski) (ISBN 9789082294910)
- 2020: Before Them Corona Blues (dagboek- en andere notities) (Studio Vitalski) (ISBN 9789082294934)
- 2020: Mary Shelley Schreef Frankenstein (ontstaansgeschiedenis) (Studio Vitalski) (ISBN 9789082294941)
- 2020: De Onnavolgbare Avonturen van Professor Pierre Lasson, De Brilaap en de Toffe Leguaan #1: Het Spookkasteel (stripverhaal, met Jeroen Baeken) (Studio Vitalski) (ISBN 9789082294958)
- 2020: De Kempenkrak (alles over de kempenaar) (Studio Vitalski) (ISBN 9789082294972)
- 2020: De Integrale Jerry Bill (cowboyverhalen, essays, recensies,...) (Studio Vitalski) (ISBN 9789082294965)
- 2020: De Naam van het Rendier (Kerstverhaal) (Studio Vitalski) (ISBN 9789082294996)
- 2020: Chef-kok: Opkomst en ondergang van Frederik Somville, Chef-Kok tegen wil en dank (mémoires van een chef-kok) (Studio Vitalski) (ISBN 9789082294989)
- 2021: Het Verborgen Rijk (notities, impressies en essays) (Studio Vitalski) (ISBN 9789464204216)
- 2021: De Aap van Charles Dickens (zombie-thriller) (Studio Vitalski) (ISBN 9789464204223)
- 2021: IJsberen Kunnen Skateboarden (encyclopedie van vreemde feiten) (Studio Vitalski) (ISBN 9789464204230)
- 2021: Live on Stage (transcriptie van vier theatermonologen) (Studio Vitalski) (ISBN 9789464204247)
- 2021: Monsterbusters of the Universe (stripverhaal, met Bert Lezy) (Studio Vitalski) (ISBN 9789464204254)
- 2021: Afscheid op Kerstavond (Kerstverhaal) (Studio Vitalski) (ISBN 9789464204278)
- 2022: Met Luv naar de Spoed (dagboek- en andere notities) (Studio Vitalski) (ISBN 9789464204285)
- 2022: Terugkeer naar het Rattenkasteel (roman) (Vrijdag) (ISBN 9789464341447)
- 2022: De Indringer (stripverhaal, met Bent Van Looy) (Vrijdag) (ISBN 9789464341508)
- 2023: De Edelfigurant (losse notities) (Mathilde Studios) (ISBN 9789464664577)
- 2024: Ik droomde dat ik Wakker Werd (dromendagboek) (Mathilde Studios) (ISBN 9789464772944)
- 2024: Ignatius Van Antiochië (stripverhaal, met Bert Lezy)

### Columns
- sinds 1998: WeekUp Magazine[94]
- 1998–1999: De Nieuwe Gazet
- 2002–2003: Studio Brussel
- 2004: De Morgen
- 2002–2014: Gazet van Antwerpen
- 2014–2016: De Buren[95]
- 2014–2019: De Streekkrant / Deze Week

## Discografie
- 1995: Circus Bulderdrang : JMH Berckmans' Circus Bulderdrang (Nederlandstalige cabaret-rock)
- 1998: De Oranje Houtzagerij : Stijf (Nederlandstalige liefdesliederen)
- 1999: The Living Tornado's : Geweldige Lingerie (Nederlandstalige punkrock)
- 2005: The Living Tornado's : Razzia (Nederlandstalige punkrock)
- 2007: Vitalski vertelt Blauwbaard (conference)
- 2010: De beste liedjes van Vitalski (cabaret-rock)

## Evenementen
- 1999: Stunthuwelijk met de bejaarde operazangeres Irene Vervliet[96]
- 2002: Levende vrouwen-tentoonstelling in Zaal Barcelona, Antwerpen
- 2004: Levende vrouwententoonstelling in het Sisa, (Antwerpen)[19]
- 2005: Tien dagen wonen op de Antwerpse Boekenbeurs[30]
- 2007: Hoe je door een glasraam kan lopen, KMSK, (Antwerpen)[31]
- 2008: Marathon-interview in het Perscentrum, (Antwerpen)[21]
- 2011: Geslagen tot Antwerps Nachtburgemeester, Stadhuis Antwerpen[40][97]
- 2012: Marathon-interview met Ernst Löw in het Felix Pakhuis, (Antwerpen)
- 2014: Levende vrouwen-tentoonstelling in Galery Van Blerck, (Antwerpen)
- 2014: Levende vrouwen-tentoonstelling in het Felix Pakhuis, (Antwerpen)
- 2022: Levende vrouwen-tentoonstelling in het Felix Pakhuis, (Antwerpen)[98]
- 2022-2025: Don Vitalski's Legendarische Dinsdagclub op meerdere locaties (Antwerpen, Mechelen, Brussel, Gent, Rotterdam e.v.a.)[99]
- 2024-2025: Don Vitalski's Salon op Zondag in de kelder van De groene Waterman, (Antwerpen)

## Radioprogramma’s
- 2014: Het monster in Simenon (reeks) (Klara)[100]
- 2014: Sherlock Holmes (reeks) (Klara)[47]
- 2015: Alice in Wonderland (reeks) (Klara)[101]
- 2016: Shakespeare (reeks) (Klara)[102]
- 2020: Studio Vitalski's op Radio Rix (reeks podcasts) (CC RIX)[103]
- 2020: Don Vitalski's Antwerpen in de jaren '90 (reeks podcasts) (CC RIX)[104]
- 2020: Don Vitalski's De Naam Van Het Rendier, een Kerstspecial Voor Radio Rix (podcast) (CC RIX)[105]
- 2020–2021: De Grote Don Vitalski Radioshow. Een radioprogramma over àlles. (reeks podcasts) (Apple)[106]

## Televisie en film

### Televisie
Eenmalig in:
- Sanseveria
- Jambers[107]
- Schalkse Ruiters
- Spoed[108]
- Mag Ik U Kussen[109]
- De zevende dag
- Thilt[110]
- Winteruur[111]
- Van Gils en gasten[112]
- Waskracht (NL)
- De wereld draait door (NL)

Terugkerend in:
- Uitzendingen door Groen
- De Grootste Belg
- De tabel van Mendelejev[27]
- Morgen Beter
- Het jaar van de wolf
- Vreemdgaan met boeken[113]

### Film
- 2003: Los Flamenco's (gastverschijning)[109]
- 2004: De Duistere Diamant (gastverschijning)[114]

## Prijzen
- 2005: Johnny van Doornprijs voor Gesproken Letteren[115]

- Digitale Bibliotheek voor de Nederlandse Letteren: baek006
- Gemeinsame Normdatei: 136174183
- MusicBrainz: bb6577f0-5114-4e52-8a5b-a5f9a39dbfae
- Nederlandse Thesaurus van Auteursnamen: 157989461
- Virtual International Authority File: 80563653
- WorldCat: E39PBJv4hBjDb3Hyq4rvGyCqQq